# Omicron (pel·lícula)
Omicron és una pel·lícula de comèdia i ciència-ficció italiana de 1963 dirigida per Ugo Gregoretti. A la pel·lícula, un treballador mort d'una fàbrica torna a la vida després que el seu cos és habitat per un extraterrestre. La pel·lícula va entrar a competició al 24a Mostra Internacional de Cinema de Venècia.

## Guió
Durant una passejada, dos germans i el seu cuidador troben el cos d'un treballador, Trabucco, a qui tothom creu mort, enganxat en una canonada de formigó. En canvi, està posseït per Omicron, un habitant eteri del planeta Ultra, els habitants del qual volen apoderar-se de la Terra. Abans de ser sotmès a l'autòpsia, Trabucco-Omicron aconsegueix fer funcionar el cos que el conté. Però no pot desxifrar el llenguatge humà perquè encara no ha aconseguit despertar el coneixement humà. Mentrestant, a causa de les extraordinàries noves capacitats mecàniques del seu cos, és contractat a la fàbrica on treballava. Combina tots els colors i intenta fer servir la violència a la Lucia, una empleada del menjador de l'empresa. Aleshores descobreix el lloc on es reuneixen els subversius i, sense voler, els denuncia. Quan s'adona que estima a la Lucia i comença a recuperar la consciència, a l'Omicron li agradaria tornar al seu planeta, però no pot fer-ho fins que en Trabucco sigui assassinat mentre demana als treballadors a fer vaga. La invasió del món ha començat.

## Repartiment[5]
- Renato Salvatori com Trabucco - Omicron
- Rosemary Dexter com Lucia
- Gaetano Quartararo com Midollo
- Mara Carisi com Sra. Midollo